# Giovanni Stefano Doria
Il Serenissimo Giovanni Stefano Doria (Genova, 1578 – Genova, 1643) fu il 101º doge della Repubblica di Genova.

## Biografia

Stemma nobiliare dei Doria

### Primi anni
Nato a Genova intorno al 1578, non si conoscono con esattezza dettagli precisi della sua vita privata e pubblica precedentemente al dogato. Certamente fu estratto tra i senatori della Repubblica, nominato procuratore e ricoprì inoltre un'importante ambasceria presso la corte papale di Gregorio XV assieme a Ottavio Sauli, Giovanni Francesco Brignole Sale (futuro doge nel biennio 1635-1637) e Agostino Pallavicini (anch'esso doge nel 1637-1639).
Amante della poesia e della letteratura, lasciò infatti diversi scritti e versi poetici, fu considerato tra gli uomini più ricchi della Repubblica di Genova e persino d'Italia.
Il suo nome figurò in Senato tra i più favorevoli sostenitori della condanna capitale per i presunti colpevoli della cosiddetta "congiura di Giulio Cesare Vachero" contro Genova nelle fasi cruciali della guerra del 1625 tra la repubblica e il Ducato di Savoia, nonostante lo stato sabaudo e la corona di Spagna minacciassero ritorsioni contro i Genovesi; tra i condannati imprigionati nelle terre piemontesi vi fu pure il suo prediletto nipote Carlo Salvago, figlio di sua sorella.

### Il dogato
Il 5 luglio del 1633 il Gran Consiglio scelse Giovanni Stefano Doria alla guida della massima carica dello stato: la cinquantaseiesima in successione biennale e la centounesima nella storia repubblicana.
Nonostante le trattative di pace con il Ducato di Savoia - e conseguentemente con la Spagna - avviate dal suo predecessore Leonardo Della Torre, il biennio dogale del Doria si concentrò a nuove alleanze economiche-finanziarie con il Regno di Francia ed in particolare con il primo ministro e cardinale Richelieu.
Terminato il mandato il 5 luglio 1635 si presume che continuò a servire lo stato in diversi incarichi ufficiali. Deceduto a Genova nel 1643, il suo corpo ebbe sepoltura all'interno della (non più esistente) chiesa di San Domenico.
Si sposò con Ottavia Spinola.